# Powięź powierzchowna prącia
Powięź powierzchowna prącia, osłonka łącznotkankowa wiotka (łac. fascia penis superficialis) – w anatomii człowieka jedna z osłonek trzonu prącia.
Spośród czterech koncentrycznych osłonek trzonu prącia osłonka łącznotkankowa wiotka występuje jako trzecia, posuwając się od zewnątrz do środka narządu. Zewnętrznie powięź powierzchowna prącia sąsiaduje z osłonką mięśniową, leżącą z kolei pod skórą pokrywającą prącie. Przez takie położenie powięź powierzchowna prącia pełni funkcję powięzi podskórnej innych okolic, z którą się łączy. Od wewnątrz natomiast osłonka łącznotkankowa wiotka sąsiaduje z powięzią głęboką prącia, czyli osłonką łącznotkankową włóknistą.
Powięź powierzchowna prącia zawiera wiele włókien sprężystych. W powierzchownej jej części odnaleźć można w dużej liczbie struktury takie, jak nerwy czy naczynia krwionośne. Natomiast prawie wcale nie ma tam tkanki tłuszczowej. Dzięki takiej budowie osłonki łącznotkankowej wiotkiej skóra prącia jest sprężysta, ruchoma i w bardzo dużym stopniu przemieszczalna względem warstw leżącym głębiej.